# بوب برودهيد
بوب برودهيد (بالإنجليزية: Bob Brodhead)‏ هو لاعب كرة قدم كندية أمريكي، ولد في 20 ديسمبر 1936 في Kittanning, Pennsylvania ‏ في الولايات المتحدة، وتوفي في 1999.